# Honjin (metropolitana di Nagoya)
Honjin (本陣駅?, Honjin-eki) è una stazione della metropolitana di Nagoya situata nel quartiere di Nakamura-ku, nella parte orientale di Nagoya.

## Linee
Linea Higashiyama

## Struttura
La stazione, sotterranea, possiede due banchine laterali con due binari passanti. L'accesso è facilitato da ascensori e scale mobili presenti su entrambi i marciapiedi, e alcune uscite in superficie, e sono installati tornelli automatici.
Nel mezzanino è presente una piccola galleria con alcune opere realizzate dai cittadini di Nagoya.
| 1 | Linea Higashiyama | per Nagoya, Sakae, Higashiyama Kōen e Fujigaoka |
| 2 | Linea Higashiyama | per Nakamura Kōen, Hatta e Takabata             |

## Stazioni adiacenti
| «                 | Servizio          | »                 |
| Linea Higashiyama | Linea Higashiyama | Linea Higashiyama |
| ----------------- | ----------------- | ----------------- |
| Nakamura Nisseki  | -                 | Kamejima          |